# مارتا سالازار
مارتا سالازار (زادهٔ ۲ فوریه ۱۹۷۰) یک بوکسور بازنشسته مکزیکی است. سالازار در دسته سنگین‌وزن مبارزه می‌کرد و قهرمان پیشین سنگین‌وزن جهان در شورای جهانی بوکس (WBC) بود. لقب او «سایه» است و او در سان‌فرانسیسکو، کالیفرنیا زندگی می‌کند. سالازار در اوکوتلان، خالیسکو، مکزیک به دنیا آمده است.
سالازار سومین هیسپانیک (لاتین‌تبار) در تاریخ بوکس است که به قهرمانی سنگین‌وزن جهان رسیده و دومین زنی است که در بوکس زنان به این موفقیت دست یافته است. اولین هیسپانیکی که قهرمان سنگین‌وزن جهان شد، جان رویز از پورتوریکو بود.

## زندگی حرفه‌ای
سالازار در ۲۵ مارس ۲۰۰۱ اولین مبارزه حرفه‌ای خود را انجام داد و در آن مبارزه، دنیس کالاهان را با تصمیم داوران در چهار راند در هیوارد، کالیفرنیا شکست داد. او پس از این پیروزی، دو برد پیاپی دیگر مقابل کارلی پسنته کسب کرد و هر دو بار با تصمیم داوران و به‌صورت اجماعی در چهار راند در تاکوما، واشینگتن او را شکست داد.
او در ادامه، دو مبارزه دیگر را نیز برد. یکی از این پیروزی‌ها، در ۱۶ نوامبر ۲۰۰۲ بود که با تصمیم داوران در شش راند، کیشا اسنو را که تا آن زمان شش پیروزی و تنها یک شکست داشت، مغلوب کرد.
سالازار در ۱ مارس ۲۰۰۳ اولین مبارزه خود در لاس‌وگاس، نوادا را انجام داد، اما در این مبارزه اولین شکست حرفه‌ای خود را تجربه کرد. او در چهار راند و با امتیاز داوران از وندا وارد، ستاره سابق انجمن ملی ورزش دانشگاهی در رشته بسکتبال، شکست خورد. وارد پس از این پیروزی، رکورد خود را به ۱۶ برد بدون شکست رساند.
پس از این شکست، سالازار با اولین پیروزی از طریق ناک‌اوت به مسابقات بازگشت. او در سومین مبارزه خود با پسنته که در ۲۴ مه در والهو، کالیفرنیا برگزار شد، توانست پسنته را در همان راند اول شکست دهد.
پس از این پیروزی، سالازار اولین فرصت خود را برای کسب عنوان قهرمانی جهان به دست آورد. او در ۱۱ ژوئن ۲۰۰۳ برای قهرمانی سنگین‌وزن در اتحادیه جهانی بوکس به مبارزه پرداخت، اما در این مبارزه که در کانتون، اوهایو برگزار شد، با تصمیم داوران در ده راند به وارد باخت.
در ۱۸ مارس ۲۰۰۴، سالازار در کالیفرنیا به مصاف مارشا ولی رفت و این بار با تصمیم داوران در شش راند و با تصمیم داوران، دومین شکست پیاپی خود را تجربه کرد.
در ۱۶ اکتبر، او و ولی در مبارزه‌ای دوباره در اوکلند، کالیفرنیا برای کسب عنوان قهرمانی جهان در دسته فوق سنگین‌وزن و عنوان امپراتوری جهانی بوکس به میدان رفتند. این دسته وزنی تنها در بوکس آماتور و توسط چند سازمان بوکس زنان به رسمیت شناخته شده است و در بوکس مردان به‌هیچ‌وجه شناخته‌شده نیست. سالازار توانست شکست قبلی خود مقابل ولی را جبران کند و برای اولین بار قهرمان جهان شود؛ او این بازی را با تصمیم داوران در هشت راند، پیروز شد.
سالازار برای دومین بار به منظور رقابت در مسابقات قهرمانی سنگین‌وزن جهان، وزن خود را کاهش داد. او این فرصت را به دست آورد تا با پاملا لندن برای کسب عنوان قهرمانی دسته سنگین‌وزن فدراسیون بین‌المللی بوکس زنان مبارزه کند.
در ۲۸ نوامبر ۲۰۰۴، سالازار اولین مبارزه خارج از کشور خود را در گویان برگزار کرد و در این مبارزه با لندن روبه‌رو شد. او با وزنی معادل ۲۴۰ پوند (۱۰۹ کیلوگرم) وارد میدان شد و با ناک‌اوت کردن لندن در ۹ راند، عنوان قهرمانی سنگین‌وزن جهان فدراسیون بین‌المللی بوکس زنان را به دست آورد.
در ۸ نوامبر ۲۰۱۴، سالازار بزرگ‌ترین پیروزی دوران حرفه‌ای خود را به‌دست‌آورد و قهرمان سنگین‌وزن جهان شورای جهانی بوکس (WBC) شد. او این عنوان را با پیروزی بر تنزی دنیل از طریق تصمیم داوران کسب کرد. سالازار این عنوان را در مارس ۲۰۱۶ در مکزیک به الخاندرا خیمنز واگذار کرد.
در ۱۴ مارس ۲۰۱۷، سالازار بازنشستگی خود از تمامی مبارزات رزمی را اعلام کرد.